# Живопись жёстких контуров
Живопись жёстких контуров (англ. Hard-edge painting) — живопись, которая содержит фигуры (часто, но не обязательно, геометрические) с резкими, чёткими контурами. Этот стиль связан с геометрической абстракцией, постживописной абстракцией и живописью цветового поля. Термин был предложен писателем, куратором и арт-критиком «Лос-Анджелес Таймс» Жюлем Лангснером в 1958 году. Хотя это определение можно было бы применить и к таким направлениям как пуризм, чаще под живописью жёстких контуров подразумевают тип живописи, который возник как реакция на спонтанность и живописную технику абстрактного экспрессионизма.
Крупнейшими представителями данного направления являются Эльсуорт Келли и Кеннет Ноланд. Также к живописи жёстких контуров относят ранние работы Йозефа Альберса и Пита Мондриана.

## История
В конце 1950-х годов Лангснер и Peter Selz, в дальнейшем профессор Claremont Colleges, заметили общие черты в работах Джона Дуайра Маклафлина, Lorser Feitelson, Karl Benjamin, Frederick Hammersley и Helen Lundeberg. Лангснер был куратором выставки Four Abstract Classicists открытой в Музее искусств округа Лос-Анджелес в 1959 году. Эта выставка получила подзаголовок California Hard-edge, который был добавлен британским арт-критиком и куратором Лоуренсом Эллоуэем (Lawrence Alloway), когда демонстрировалась в Великобритании. Затем термин получил более широкое применение, когда Alloway использовал его для описания современной американской геометрической абстракции.
В 1964 году вторая крупная выставка «живописи жёстких контуров», куратором которой был Жюль Лангснер, была представлена в Бальбоа. Она была названа просто «Калифорнийская живопись жёстких контуров». В выставку были включены работы Джона Маклафлина, Florence Arnold, John Barbour, Larry Bell, Karl Benjamin, John Coplans, Lorser Feitelson, Frederick Hammersley, June Harwood, Хелен Лундеберг и Dorothy Waldman. 
В 2000 году прошла выставка Four Abstract Classicists Plus One в Лос-Анджелесе, которая включала работы Маклафлина, Feitelson, Hammersley, и Benjamin, а также Лундеберг. В 2003 году состоялась ретроспектива Lorser Feitelson, озаглавленная Lorser Feitelson and the invention of Hard-edge painting, 1945—1965. В том же году NOHO MODERN показало работы June Harwood на выставке June Harwood: Hard-edge painting Revisited, 1959—1969.

## Калифорнийские художники, чьё творчество относят к живописи жёстких контуров
- Флоренс Арнольд (Florence Arnold)
- Джон Барбур (John Barbour)
- Ларри Белл[англ.]
- Карл Бенжамин[англ.]
- Дороти Вальдман (Dorothy Waldman)
- Джон Копланс
- Хелен Ландберг
- Джон Маклафлин
- Лорсер Фейтельсон
- Фредерик Хаммерсли[англ.]
- Джун Харвуд (June Harwood)

## Художники, чьё творчество на различных этапах можно отнести к живописи жёстких контуров
| - Йозеф Альберс - Лео Валледор - Фриц Гларнер - Нассос Дафнис - Бургойн Диллер - Джин Дэвис - Рональд Дэвис - Дэвид Дяо (David Diao) - Ларри Зокс - Роберт Индиана - Роберт Ирвин - Эльсуорт Келли | - Александр Либерман - Пэт Липски - Моррис Луис - Свен Лукин (Sven Lukin) - Ронни Лэндфилд - Брайс Марден - Агнес Мартин - Пит Мондриан - Дэвид Новрос (David Novros) - Кеннет Ноланд - Барнетт Ньюман - Ларри Пунс | - Эд Рейнхардт - Людвиг Сандер - Дэвид Симпсон (David Simpson) - Шон Скалли - Леон Польк Смит - Майрон Стаут (Myron Stout) - Фрэнк Стелла - Нил Уильямс - Питер Хелли - Ал Хелд - Чарлз Хинман (Charles Hinman) - Джек Янгерман |